# توم بيكر (لاعب كرة قاعدة)
توم بيكر (بالإنجليزية: Tom Baker)‏ هو لاعب كرة قاعدة أمريكي، ولد في 11 يونيو 1913 في Nursery, Texas ‏ في الولايات المتحدة، وتوفي في 3 يناير 1991 في فورت وورث في الولايات المتحدة.

## وصلات خارجية
- توم بيكر على موقع دوري كرة القاعدة الرئيسي (الإنجليزية)
- توم بيكر على موقعبيزبول رفرنس.كوم (الدوري الرئيسي) (الإنجليزية)
- توم بيكر على موقعبيزبول رفرنس.كوم (الدوري الثانوي) (الإنجليزية)
- توم بيكر على موقع مشجعي الرسوم البيانية (الإنجليزية)